# Князев, Александр Алексеевич
Алекса́ндр Алексе́евич Кня́зев (род. 20 октября 1959) — советский и российский учёный-востоковед, публицист, писатель, интересы которого охватывают современную политическую историю Афганистана и стран Среднего и Ближнего Востока, Центральной Азии и Кавказа, проблемы геополитики и региональной безопасности, взаимоотношений ислама и политики, межэтнические конфликты, положение этнических меньшинств, методологию современного политического анализа, а также технологии современных информационных войн. Доктор исторических наук.
С февраля 2009 года — действительный член РГО (Русское географическое общество). C декабря 1990 года — член Союза журналистов России (СССР).

## Биография
В 1983 году окончил исторический факультет Киргизского государственного университета имени 50-летия СССР.
B 1989 году окончил отделение журналистики Высшей комсомольской школы при ЦК ВЛКСМ.
В 2001 году прошёл стажировку в School of Communication and Creative Industries, University of Westminster, London.
В 1988-1989 годах работал корреспондентом в редакции газеты «Комсомолец Киргизии», в 1989-1991 годах — редактор отдела публицистики в редакции журнала «Литературный Киргизстан». С 1992 по 2001 годы — собственный корреспондент Всероссийской государственной телерадиовещательной компании по Кыргызстану и другим странам Центральной Азии, многократно работал в качестве специального корреспондента в «горячих точках» — Афганистане, Таджикистане, на Северном Кавказе.
С 2002 года — кандидат, с 2004 года — доктор исторических наук.
Работал профессором Кыргызско-Российского Славянского университета (Бишкек), — на кафедре международной журналистики и на кафедре политологии. В 2010-2011 годах был консультантом в Институте политических решений (Алма-Ата).
С июня 2010 до апреля 2013 года — старший научный сотрудник (координатор региональных программ Центра изучения Центральной Азии, Кавказа и Урало-Поволжья) Института востоковедения РАН.
С 2013 года — свободный исследователь. В 2015-2016 годах — член Экспертного совета Санкт-Петербургского регионального информационно-аналитического центра Российского института стратегических исследований (РИСИ).  В 2013-2016 годах работал международным обозревателем интернет-ресурса Zonakz.net (Алма-Ата), руководил рядом международных экспертных и медийных проектов.
С 2015 года — член научного совета Института стратегических исследований Востока (ранее — «Институт изучения Афганистана и Центральной Азии» или «Институт изучения Восточного Ирана»), г. Мешхед, Иран.
С 2017 года — научный консультант Центра изучения региональных угроз, г. Ташкент, Узбекистан.
С 21 марта 2020 года живёт в России.
С января 2021 года — профессор Санкт-Петербургского государственного университета.
С 1 июля 2022 года — ведущий научный сотрудник Института международных исследований МГИМО МИД России.

## Научная деятельность
Научной деятельностью начал заниматься в конце 1990-х годов. Сфера научных интересов охватывает современную политическую историю Афганистана и стран Центральной Азии, восточной политики России, проблемы геополитики и геоэкономики, межгосударственной интеграции, региональной безопасности, взаимоотношений ислама и политики, межнациональные конфликты и положение этнических меньшинств, вопросы современных информационных войн.
В 2002 году защитил кандидатскую диссертацию, в 2004 году — докторскую диссертацию «Влияние афганского кризиса на безопасность Центральной Азии (1990-е начало 2000-х гг.)». Доктор исторических наук, специальность 07.00.02 — «Отечественная история».
Автор нескольких монографий и многочисленных статей в научных изданиях в Таджикистане, России, Иране, Турции, Франции, Казахстане, Узбекистане, Кыргызстане, Армении, Индии, Китае, Швеции, на Украине. Автор нескольких учебных пособий.
Организатор и руководитель крупных международных научно-экспертных конференций, в частности:
- «События 24 марта 2005 года: итоги, уроки, оценки и перспективы киргизской государственности» (Бишкек, 18 апреля 2006 года)
- «Афганистан и региональная безопасность: пять лет после „Талибана“» (Душанбе, 11-12 декабря 2006 года)
- «Проекты сотрудничества и интеграции для Центральной Азии: сравнительный анализ, возможности и перспективы» (Худжанд, Таджикистан, 26-28 июня 2007 года)
- «Афганистан, ШОС, безопасность и геополитика Центральной Евразии» (Иссык-Куль, 10-12 июня 2008 года)
- «Внешнеполитическая ориентация стран Центральной Азии в свете глобальной трансформации мировой системы международных отношений». (Иссык-Куль, 4-5 ноября 2008 года).
- «ШОС как фактор интеграции Центральной Евразии: потенциал стран-наблюдателей и стран-соседей» (Иссык-Куль, 5-6 июня 2009 года).
- «Центральная Азия в постсоветской интеграции» (Иссык-Куль, 9-10 сентября 2010 года)
- «Перспективы взаимодействия Ирана и ШОС» (Бишкек, 15 декабря 2010 года)
- «Сценарии для Афганистана и трансформация региональной безопасности» (Алматы, 9-10 июня 2011 года)
- Первая международная конференция «Парадигмы международного сотрудничества на Каспии» (Актау, Казахстан, 16 сентября 2011 года)
- «Региональная безопасность в контексте афганской неопределённости» (Алматы, 9 апреля 2012 года)
- Вторая международная конференция «Парадигмы международного сотрудничества на Каспии: энергетика, экология, модернизация, безопасность» (Актау, Казахстан, 12-13 сентября 2012 года)
- Третья международная конференция «Парадигмы международного сотрудничества на Каспии: Энергетическое сотрудничество и безопасность в Центральной Азии: ШОС и Евразийский экономический союз» (Актау, Казахстан, 19-20 сентября 2013 года)
- Международная конференция «Средний Восток и Центральная Азия в общем геополитическом пространстве». К 75-летию российского востоковеда В. Н. Пластуна (Алма-Ата, 11 октября 2013 года)
- Четвёртая международная конференция «Парадигмы международного сотрудничества на Каспии: военно-политический аспект» (Актау, Казахстан, 17-18 сентября 2014 года).
- Международная конференция «Центральная Азия: проблемы безопасности в контексте продолжения афганского конфликта» (Санкт-Петербург, СПбГУ, 22 апреля 2021 года).
- Международная конференция "Центральная Азия в условиях глобальной трансформации мировой системы международных отношений" (Санкт-Петербург, СПбГУ, 9-10 декабря 2022 года).

Организатор ситуационных экспертных анализов:
- Закрытый ситуационный анализ: «Разделение Афганистана или создание сети военных объектов в Средней Азии?». Бишкек, 27.02.2013, постоянный адрес: www.regnum.ru/news/1630212.html
- Закрытый ситуационный анализ: «Новая шоковая терапия» — вступление Киргизии в ТС". Бишкек, 26.03.2013, постоянный адрес: www.regnum.ru/news/1640314.html
- Закрытый ситуационный анализ: «Необходим „тройственный союз“ — Россия, Казахстан, Узбекистан». Алматы, 28.05.2013, постоянный адрес: www.regnum.ru/news/russia/1663921.html
- Закрытый ситуационный анализ" «Угрозы и риски зимы-2013 — весны-лета 2014». Актау (Казахстан), 21.09.2013, постоянный адрес новости: www.regnum.ru/news/polit/1723646.html
- Закрытый ситуационный анализ: «Узбекистан является ключевой страной в сфере безопасности Центральной Азии». Ташкент, 17.03.2014, постоянный адрес новости: www.regnum.ru/news/polit/1778725.html
- Закрытый ситуационный анализ: «Предпосылки и вероятность формирования оси Москва-Тегеран в меняющемся мире: проекции на Центральную Азию, Прикаспий и Кавказ». Актау (Казахстан), 17.09.2014, постоянный адрес: http://www.regnum.ru/news/fd-abroad/iran/1859544.html

Персидская версия: ظرفیت و موانع شکل گیری محور مسکو-تهران http://www.iras.ir/vdcep78x.jh8foi9bbj.html
- Закрытый ситуационный анализ: «Развитие ситуации в Северном Афганистане в среднесрочной перспективе». Ташкент, 05.11.2014, постоянный адрес: http://www.regnum.ru/news/polit/1876711.html

Круглый стол «Центральная Азия: проблемы безопасности в контексте продолжения афганского конфликта». 22 апреля 2021 года, г. Санкт-Петербург. https://stopterror.uz/ru/stay/news/21049/
Ситуационный анализ "Вероятные сценарии США для Центральной Азии после ухода из Афганистана", 22 декабря 2021 года, г. Санкт-Петербург. https://ia-centr.ru/experts/aleksandr-knyazev/stsenarii-ssha-dlya-tsentralnoy-azii-posle-ukhoda-iz-afganistana-/
Ситуационный анализ "Угрозы и риски для Центральной Азии в контексте казахстанских событий в январе 2022 года", 20 января 2022 года, г. Санкт-Петербург. https://ia-centr.ru/experts/aleksandr-knyazev/ekspertnyy-analiz-kazakhstanskiy-stsenariy-dlya-stran-tsentralnoy-azii/ https://ia-centr.ru/experts/aleksandr-knyazev/calafitskiy-diskurs-i-kormovaya-baza-elit-obshchie-riski-dlya-kazakhstana-i-stran-tsa/
Ситуационный анализ "Возможности США в обострении кризисных явлений в Центральной Азии: векторы и парадигмы уязвимости стран региона". 11 марта 2022 года, г. Санкт-Петербург. https://ia-centr.ru/experts/aleksandr-knyazev/vozmozhnosti-ssha-v-obostrenii-krizisnykh-yavleniy-v-tsentralnoy-azii/
Ситуационный анализ «Контуры нового мирового порядка для Центральной Азии: старые и новые угрозы и риски, новые возможности». 27 июня 2022 года, г. Санкт-Петербург. https://ia-centr.ru/experts/iats-mgu/epokha-peremen-dlya-tsentralnoy-azii-ekspertnyy-analiz/
Ситуационный анализ «Турецкий фактор для Центральной Азии: оценка, перспективы и пределы роста влияния Турции в регионе». 15 сентября 2022 года, г. Санкт-Петербург. https://ia-centr.ru/experts/iats-mgu/turetskiy-diskurs-dlya-tsentralnoy-azii-predely-vozmozhnostey-i-perspektivy-rosta/
https://ia-centr.ru/experts/iats-mgu/turetskiy-diskurs-dlya-tsentralnoy-azii-predely-vozmozhnostey-i-perspektivy-rosta2/
Ситуационный анализ «Центральная Азия и страны Ближнего Востока и Южной Азии: проблемы и перспективы взаимодействия». https://ia-centr.ru/experts/iats-mgu/yuzhnyy-poyas-vliyanie-na-strany-tsentralnoy-azii/
Ситуационный анализ «Мягкая сила» США в Центральной Азии: стимулы, реакции, эффективность, противодействие». https://ia-centr.ru/experts/iats-mgu/myagkaya-sila-ssha-v-tsentralnoy-azii-stimuly-reaktsii-effektivnost-protivodeystvie-tsentr-evroaziat/
Публикации (монографии и учебные пособия):
- Энциклопедический словарь СМИ. Журналистика и лингвистика, коммуникативистика и право, история журналистики и технологии, et cetera… — Бишкек, 2003.
- Основы тележурналистики и телерепортажа. Учебное пособие. — Бишкек: КРСУ, 2001.
- Журналистика конфликта: Освещение конфликтов. Пропаганда, свобода информации и информационная безопасность. Работа журналиста в «горячих точках». — Бишкек: Илим, 2003.
- Афганский конфликт и радикальный ислам в Центральной Азии. Сборник документов и материалов. — Бишкек: Илим, 2001.
- Афганский кризис и безопасность Центральной Азии (XIX — начало XXI в.). — Душанбе: Дониш, 2004.
- Государственный переворот 24 марта 2005 г. в Киргизии. — Алматы, 2006. Переиздания: Бишкек, 2007; Бишкек, 2008.
- История афганской войны 1990-х гг. и превращение Афганистана в источник угроз для Центральной Азии. — Бишкек: Изд-во КРСУ, 2002.
- К истории и современному состоянию производства наркотиков в Афганистане и их распространения в Центральной Азии. — Бишкек: Илим, 2003.
- Orta Asya’daki gelişmeler ve kǘresel gǘçlerin tutumu. — Ankara: Tǘrkiye emekli subaylar derneği stratejik araştirmalar merkezi (TESSAM), 2008 (на турецком языке).
- Векторы и парадигмы киргизской независимости (очерки постсоветской истории). — Бишкек, 2012.
- Тахлилха-йе махйане-йе асийа-йе маркази. Шешмахе-йе аввал-э сал-э 1396. — Машхад: «Иран-э шарги», 1397 г.х. [Текущая аналитика процессов в Центральной Азии. Первая половина 1396 г.х. — Мешхед: Институт изучения Центральной Азии и Афганистана («Восточного Ирана»), 2018]. — 226 с. На языке фарси.
- Тахлилха-йе махйане-йе асийа-йе маркази. Шешмахе-йе доввом сал-э 1396. — Машхад: «Иран-э шарги», 1397 г.х. [Текущая аналитика процессов в Центральной Азии. Вторая половина 1396 г.х. — Мешхед: Институт изучения Центральной Азии и Афганистана («Восточного Ирана»), 2018]. — 202 с. На языке фарси.
- Тахлилха-йе махйане-йе асийа-йе маркази. Шешмахе-йе аввал-э сал-э 1397. — Машхад: «Иран-э шарги», 1398 г.х. [Текущая аналитика процессов в Центральной Азии. Первая половина 1397 г.х. — Мешхед: Институт изучения Центральной Азии и Афганистана («Восточного Ирана»), 2019]. — 182 с. На языке фарси.
- Тахлилха-йе махйане-йе асийа-йе маркази. Шешмах-е доввом-э сал-э 1397. — Машхад: «Иран-э шарги», 1398 г.х. [Текущая аналитика процессов в Центральной Азии. Вторая половина 1397 г.х. — Мешхед: Институт изучения Центральной Азии и Афганистана («Восточного Ирана»), 2019]. — 202 с. На языке фарси.

Избранные статьи:
- International Terrorism in Central Asia. Part I // AAKROSH — Asian Journal on Terrorism and Internal Conflicts. — New-Delhi, 2001. — Vol. 4, № 11. Part II // AAKROSH — Asian Journal on Terrorism and Internal Conflicts. — New-Delhi, 2001. — Vol. 4, № 12.
- Афганские киргизы // Афганистан к началу XXI в. — М.: ИВ и ИИИ и БВ РАН, 2005. — С. 80-88.
- Маршруты афганских наркотиков // Азия и Африка сегодня. — М., 2004. — № 10 (567). — С. 39-43.
- Экономическая ситуация в северо-восточных провинциях Афганистана и проблемы обеспечения региональной безопасности // Афганистан и безопасность Центральной Азии. Вып. 1/ Под ред. А. А. Князева. — Бишкек: Илим, 2004.
- Евразийская стратегия США, интересы России и безопасность Центральной Азии // Средний Восток в системе геополитических координат: прошлое, настоящее, будущее. — Душанбе: РТСУ, 2005.
- О некоторых геополитических сценариях США в Афганистане и центральноазиатском регионе // Афганистан и безопасность Центральной Азии. Вып. 3/ Под ред. А. А. Князева. — Бишкек: Илим, 2006.
- Россия возвращается в Центральную Азию // Центральная Азия и Кавказ. — 2007. — № 5 (53).
- Организационные проблемы русских общин в Центральной Азии // Русская идентичность на постсоветском пространстве / Под ред. С. Ю. Пантелеева. — М., ИнфоРос, 2008.
- ШОС как организация коллективной безопасности и её миротворческий потенциал для Афганистана // Афганистан, ШОС, безопасность и геополитика Центральной Евразии. — Бишкек, 2008.
- Региональная стратегия Ирана в Центральной Азии: эволюция и приоритеты // Ислам в современном мире. — Нижний Новгород: Медина, 2009. — № 1-2 (13-14).
- Новая мировая реальность и ШОС как геополитический и геоэкономический феномен: проблемы, функциональность и исторический шанс // ШОС как фактор интеграции Центральной Евразии: потенциал стран-наблюдателей и стран-соседей. — Бишкек, 2009.
- New measurement of Russian foreign policy on post-Soviet territory and Central Asia // Central Asia Forum (3). — Urumqi: Institute of Central Asian Studies Xingjian Academy of Social Sciences, 2009.
- The Afghan Issue in the Politics of Eurasian Great Powers: Russia, China, India and Iran // China and Eurasia Forum Quarterly, Volume 8, No. 1, Spring (2010).
- Необходимость поиска новых парадигм на афганском векторе // Афганистан и безопасность Центральной Азии. Вып. 4/ Под ред. А. А. Князева. — Бишкек, 2010.
- Раздел Афганистана как часть проекта «Большого Ближнего Востока»: проекции на региональную безопасность // Международные исследования. Общество. Политика. Экономика. — Астана, 2012, № 3 (12). — С. 116—124.
- Сотрудничество России и Ирана в Центральной Азии: перспективы и ограничения // Партнёрство России и Ирана: текущее состояние и перспективы развития. — Москва, РСМД, 2017. — С. 117—123.
- Сравнительный анализ возможностей региональных организаций в сфере безопасности и вероятность их сотрудничества в противодействии угрозам афганского происхождения // «Новые вызовы и подходы по региональной и глобальной безопасности в Центральной Азии». — Астана, 26 октября 2018 г., ОБСЕ, FES.
- Барраси-йе нагш-э озбекистан дар тахавволат-э афганистан [Анализ роли Узбекистана в афганских процессах] // Хафтэнаме-йе Иран-э шарги [Еженедельный журнал «Восточный Иран»]. — Мешхед, 1397 [2018]. — Шомарэ-йе 233, Шахревар [№ 233, август-сентябрь]. На языке afhcb/
- Вакави-йе раванд-э солх-э моско: чалешха ва форсатха [Анализ московского мирного процесса: проблемы и возможности] // Хафтэнаме-йе Иран-э шарги [Еженедельный журнал «Восточный Иран»]. — Мешхед, 1397 [2018]. — Шомарэ-йе 235, Шахревар [№ 235, август-сентябрь]. На языке afhcb/
- Афганские события весны-лета 2021 г. и обновление региональной безопасности / А.А. Князев //Постсоветские исследования. Т.4. № 6 (2021). — С. 456-469. URL:  https://www.postussr.org/_files/ugd/0206eb_0899a845418444f8b6a00404aaaed461.pdf
- К истории афганского движения «Талибан» (середина — вторая половина 1990-х гг.) / А. А. Князев // Вестник ЮУрГУ. Серия «Социально-гуманитарные науки». — 2021. — Т. 21, № 4. — С. 13—21. URL: https://vestnik.susu.ru/humanities/article/view/11176
- Афганская политика Узбекистана: сравнительный контекст // Постсоветские исследования. 2023;3(6):266-280. URL: https://www.postussr.org/journals/230603/4.%20%D0%9A%D0%BD%D1%8F%D0%B7%D0%B5%D0%B2%20%D0%90.%D0%90.pdf
- Князев А. А., Гулам Н. Я. Этнополитическая ситуация в Афганистане: внешнее воздействие и вовлечённость стран-соседей // Постсоветские исследования. Постсоветские исследования. 2023; 4(6):426-436. URL: https://www.postussr.org/journals/230604/%D0%9A%D0%BD%D1%8F%D0%B7%D0%B5%D0%B2%20%D0%90.%D0%90..pdf

## Публицистика
- Пространство, именуемое подножием мира Архивная копия от 1 августа 2012 на Wayback Machine
- Таджикистан, где никто не хотел выживать Архивная копия от 1 августа 2012 на Wayback Machine
- Кульджинский крест Архивная копия от 1 августа 2012 на Wayback Machine
- Ущелье пяти львов Архивная копия от 1 августа 2012 на Wayback Machine
- В краю умерших Будд Архивная копия от 1 августа 2012 на Wayback Machine

## Фильмография
- 1994 — «Русский вопрос президенту Акаеву»
- 1996 — «На долгую память, Чечня…»
- 2002 — «Азиатский перекресток»
- 2004 — «Вот так и живем…»

## Фотовыставки
- «Мой Афганистан», Бишкек, 2002
- «Мои афганцы», Бишкек, 2003
- Цвета и цветы Ирана, Бишкек, 2013